# Доње Комарево
Доње Комарево је насељено место у саставу града Сиска, Република Хрватска.

## Становништво
На попису становништва 2011. године, Доње Комарево је имало 325 становника.

## Попис 1991.
На попису становништва 1991. године, насељено место Доње Комарево је имало 380 становника, следећег националног састава:
| Попис 1991.‍  | Попис 1991.‍  | Попис 1991.‍ | Попис 1991.‍ | Попис 1991.‍ |
| ------------ | ------------ | ----------- | ----------- | ----------- |
|              |              |             |             |             |
| Хрвати       | Хрвати       |             | 353         | 92,89%      |
| Југословени  | Југословени  |             | 12          | 3,15%       |
| Срби         | Срби         |             | 5           | 1,31%       |
| Муслимани    | Муслимани    |             | 2           | 0,52%       |
| остали       | остали       |             | 1           | 0,26%       |
| неопредељени | неопредељени |             | 4           | 1,05%       |
| непознато    | непознато    |             | 3           | 0,78%       |
| укупно: 380  |              |             |             |             |